# Pigna (Alta Córcega)
Pigna es una comuna y población de Francia, en la región de Córcega, departamento de Alta Córcega.
Su población en el censo de 1999 era de 95 habitantes.

## Demografía
| 60 | 60 | 101 | 110 | 92 | 95 |
| Para los censos de 1962 a 1999 la población legal corresponde a la población sin duplicidades (Fuente: INSEE [Consultar]) |    |     |     |    |    |